# Miguel Torga
Miguel Torga, rodným jménem Adolfo Correia da Rocha (12. srpen 1907, São Martinho de Anta — 17. leden 1995, Coimbra) byl portugalský spisovatel.

## Biografie
Vystudoval lékařství na univerzitě v Coimbře. Poté si otevřel lékařskou praxi, souběžně začal být literárně činný. Roku 1927 patři k zakladatelům literárního časopisu Presença. Rok poté publikoval svou první sbírku básní pod názvem Ansiedade (Úzkost). Roku 1935 vydal svůj nejúspěšnější román A criacão do mundo (Stvoření světa), roku 1941 sbírku povídek Montanha (Hory). Řada jeho próz byla autobiografických. Dnes je nejznámější díky svému šestnáctidílnému Deníku (Diário) z let 1941–1993, v nichž dal nahlédnout do své vášnivé religiozity.

### Poezie
- Ansiedade (1928)
- Rampa (1930)
- O Outro Livro de Job (1936)
- Lamentação (1943)
- Nihil Sibi (1948)
- Cântico do Homem (1950)
- Alguns Poemas Ibéricos (1952)
- Penas do Purgatório (1954)
- Orfeu Rebelde (1958)

### Próza
- Pão Ázimo (1931)
- Criação do Mundo. Os Dois Primeiros Dias (1937)
- O Terceiro Dia da Criação do Mundo (1938)
- O Quarto Dia da Criação do Mundo (1939)
- O Quinto Dia da Criação do Mundo (1974)
- O Sexto Dia da Criação do Mundo (1981)
- Bichos (1940)
- Contos da Montanha (1941)
- O Senhor Ventura (1943)
- Novos Contos da Montanha (1944)
- Vindima (1945)
- Fogo Preso (1976)
- Diário (1941-1994)

### Divedelní hry
- Terra Firme e Mar (1941)
- O Paraíso (1949)
- Sinfonia (1947)

### Cestopisy
- Portugal (1950)
- Traço de União (1955)